# Kang (distrikt)
Kang är ett distrikt i Afghanistan. Det ligger i provinsen Nimruz, i den västra delen av landet, 800 kilometer sydväst om huvudstaden Kabul.
Distriktet beräknades år 2022 ha cirka 26 000 invånare.